# 망령의 곡
"망령의 곡"(Song Of The Dead)은 한국에서 제작된 박윤교 감독의 1980년 공포 영화이다. 지미옥 등이 주연으로 출연하였고 한상훈 등이 제작에 참여하였다.

## 출연

### 주연
- 지미옥
- 박암
- 정세혁
- 전숙

### 조연
- 김기종
- 현주
- 김민규
- 이승일
- 김대현
- 조영이
- 강철
- 안진수
- 나갑성
- 황춘수

## 기타
- 제작부장: 박종복
- 제작담당: 정종모
- 촬영부: 홍진기
- 촬영부: 허규보
- 촬영부: 이흥열
- 조명: 박창호
- 조명부: 최광영
- 조명부: 조길수
- 스틸: 노기흘
- 조감독: 박일랑
- 조감독: 이한열
- 조감독: 유정선
- 녹음: 손인호
- 미술: 김유준
- 특수효과: 정동언
- 분장: 이동섭
- 소품: 김호길
- 현상: 우성사
- 효과: 손효신